# Nemaha (Nebraska)
Pour les articles homonymes, voir Nemaha.
Le village américain de Nemaha est situé dans le comté de Nemaha, dans l’État du Nebraska. Sa population s’élevait à 149 habitants lors du recensement de 2010.

## Source
- (en) Cet article est partiellement ou en totalité issu de l’article de Wikipédia en anglais intitulé « Nemaha, Nebraska » (voir la liste des auteurs).